# 韓蘭英
韓蘭英（？—？），吳郡人，南朝宋宮中女官。

## 生平
韓蘭英是為有文采的女性，在宋孝武帝在位期間，寫了一篇中興賦獻給孝武帝，因而獲賞識並入宮。孝武帝駕崩後，南朝宋皇位歷經前廢帝、晉安王劉子勛之間的鬥爭與戰亂後，宋明帝即位，時韓蘭英仍在宮中供職。
南朝宋在宋順帝禪位權臣蕭道成後滅亡，蕭道成旋即登基，建立南朝齊。蕭道成死後，嫡長子繼位，是為齊武帝，此時韓蘭英仍在宮中，被任命為博士，教導後宮學識，又因韓蘭英年邁且見廣多聞，因而被稱為韓公。